# Minami Tori-shima
Minami Tori-shima (jap. 南鳥島 Minamitori-shima; nazwa angielska z okresu administracji amerykańskiej: Marcus Island) – mała japońska wyspa na Pacyfiku. Powierzchnia: 1,46 km². Na wyspie znajduje się lotnisko (pas startowy: 1372 × 44 m, kod RJAM). Administracyjnie należy do Tokio, podprefektury Ogasawara (Ogasawara-shichō), wioski Ogasawara (Ogasawara-mura). Pod zarządem Biura Spraw Ogólnych Rządu Metropolitalnego Tokio.  

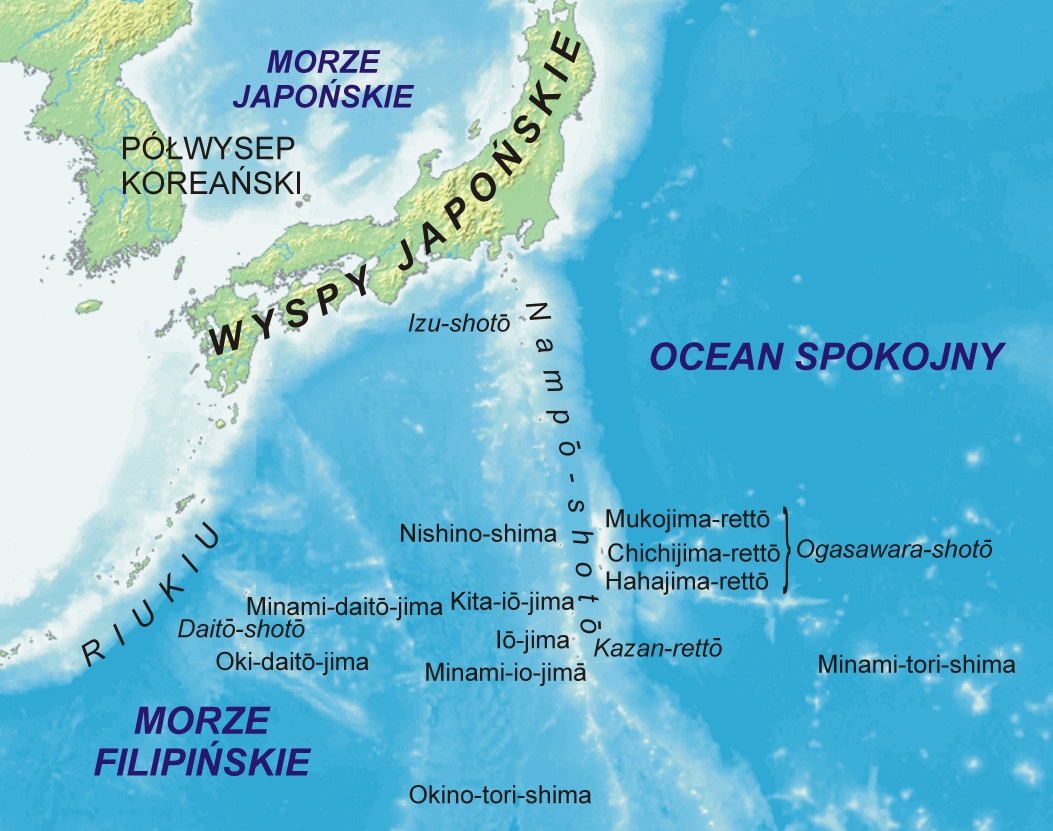
Położenie wyspy względem Japonii

Jest to najdalej na wschód wysunięty fragment Japonii. Wyspa jest odizolowana, najbliższa sąsiednia wyspa to Farallon de Pajaros należąca do Marianów Północnych, oddalona o 1021 km.

## Historia

### Odkrycia
Pierwszymi gośćmi na wyspie byli prawdopodobnie Hiszpanie pod dowództwem kapitana Andresa de Arrioli, którzy dotarli tam w 1693 r., choć nie jest to do końca pewne (zapiski z rejsu mówią o lądowaniu na trójkątnej wyspie, której pozycji nie udało się dokładnie ustalić). Wyspę ponownie odkryli i nazwali anonimowi wielorybnicy amerykańscy w pierwszej połowie XIX wieku. Do dziś nie wiadomo skąd wzięła się nazwa Marcus. Pierwsza, pewna wzmianka o wyspie pochodzi z 1864. Dokładna pozycja wyspy została ustalona przez amerykański okręt badawczy w 1874 roku.

### II wojna światowa
W 1898 r. wyspa została zajęta przez Japonię. W latach II wojny światowej stacjonował na niej wojskowy garnizon liczący około 4 tys. ludzi. Podczas wojny wyspa była kilkakrotnie bombardowana przez amerykańskie samoloty z lotniskowców i bombowce dalekiego zasięgu (głównie B-24) USAAF. Ponieważ jednak wyspa nie znajdowała się na głównej linii amerykańskiej ofensywy przeciwko Japonii, nie podjęto prób jej zdobycia.

### Okres powojenny
Po wojnie wyspa znalazła się pod amerykańską okupacją, która formalnie trwała do 1968 roku. Od 1964 r. na wyspie stacjonował garnizon amerykańskiej Straży Wybrzeża, liczący około 20 osób. Utrzymywał on znajdujący się tam nadajnik systemu radionawigacji LORAN-C. W 1994 r. Amerykanie opuścili wyspę i przekazali znajdujące się tam urządzenia Japonii, która dziś utrzymuje tam stację meteorologiczną i placówkę wojskową zaopatrywaną co tydzień przez samolot C-130 Hercules. 
Wyspa nie ma stałych mieszkańców i cywile mają na nią wstęp wyłącznie za specjalnym zezwoleniem.
W 2012 r. finansowana przez Japońską Agencję Badań i Technologii Morskich wyprawa geologiczna prof. Yasuhiro Katō z Uniwersytetu Tokijskiego odkryła w pobliżu wyspy pokłady około 6,8 mln ton metali ziem rzadkich, co powinno zaspokoić zapotrzebowanie Japonii na ponad 200 lat. Wyniki prowadzonych w ograniczonym zakresie badań zostały uznane za wystarczająco obiecujące, by uruchomić kolejne, pięcioletnie badania zakrojone na szeroką skalę. W efekcie badań 2500 km² dna oszacowano zasoby na ponad 16 mln ton tlenków metali ziem rzadkich.